# (36723) 2000 RE43
2000 RE43 (asteroide 36723) é um asteroide da cintura principal. Possui uma excentricidade de 0.08587980 e uma inclinação de 6.12596º.
Este asteroide foi descoberto no dia 3 de setembro de 2000 por LINEAR em Socorro.